# Ле-Ров
Ле-Ров (фр. Le Rove) — коммуна на юго-востоке Франции в регионе Прованс — Альпы — Лазурный Берег, департамент Буш-дю-Рон, округ Истр, кантон Мариньян.
Площадь коммуны — 22,97 км², население — 4077 человек (2006) с выраженной тенденцией к росту: 4507 человек (2012), плотность населения — 196,2 чел/км².

## История
До 2015 года коммуна административно входила в состав кантона Шатонёф-Кот-Блё.

## Население
Население коммуны в 2011 году составляло 4456 человек, а в 2012 году — 4507 человек.
| 1962 | 1968 | 1975 | 1982 | 1990 | 1999 | 2004 | 2006 | 2009 | 2011 | 2012 |
| ---- | ---- | ---- | ---- | ---- | ---- | ---- | ---- | ---- | ---- | ---- |
| 1186 | 1709 | 2233 | 2707 | 3429 | 4005 | 4070 | 4077 | 4223 | 4456 | 4507 |

Динамика населения:

## Экономика
В 2010 году из 2818 человек трудоспособного возраста (от 15 до 64 лет) 1969 были экономически активными, 849 — неактивными (показатель активности 69,9 %, в 1999 году — 67,7 %). Из 1969 активных трудоспособных жителей работали 1755 человек (938 мужчин и 817 женщин), 214 числились безработными (98 мужчин и 116 женщин). Среди 849 трудоспособных неактивных граждан 218 были учениками либо студентами, 323 — пенсионерами, а ещё 308 — были неактивны в силу других причин.
На протяжении 2010 года в коммуне числилось 1821 облагаемое налогом домохозяйство, в котором проживало 4357,5 человек. При этом медиана доходов составила 21 тысяча 200 евро на одного налогоплательщика.